# Allexis
Agatea, biljni rod iz porodice ljubičvki, dio reda Malpighiales. Postoji nekoliko vrsta raširenih po zapadnoj i zapadnoj-središnjoj tropskoj Africi.

## Vrste
1. Allexis batangae (Engl.) Melch.
2. Allexis cauliflora (Oliv.) Pierre
3. Allexis obanensis (Baker f.) Melch.
4. Allexis zygomorpha Achound. & Onana